# Coprosma huttoniana
Coprosma huttoniana là một loài thực vật có hoa trong họ Thiến thảo. Loài này được P.S.Green mô tả khoa học đầu tiên năm 1990.